# Hibbertia obtusifolia
Espèce
Classification phylogénétique
Hibbertia obtusifolia est un arbuste ornemental de la famille des Dilleniaceae.
On le trouve dans l'Est de l'Australie, sous forme d'arbuste érigé quelquefois rampant atteignant 1 m de haut. Les feuilles rappellent les feuilles de vigne avec plusieurs petites «dents» sur les bords et les fleurs d'un jaune vif apparaissent au début du printemps.
C'est une plante facile à cultiver et non consommable par les animaux.